# Aequatorium verrucosum
Aequatorium verrucosum là một loài thực vật có hoa trong họ Cúc. Loài này được (Wedd.) S.Díaz & Cuatrec. mô tả khoa học đầu tiên năm 1990.